# USS Corry (DD-463)
Lo USS Corry (hull classification symbol DD-463) fu un cacciatorpediniere della United States Navy appartenente alla classe Gleaves, attivo durante la seconda guerra mondiale; entrata in servizio nel dicembre 1941, dopo varie operazioni in Atlantico la nave fu affondata il 6 giugno 1944 durante gli eventi dello sbarco in Normandia dopo aver urtato una mina mentre appoggiava gli sbarchi a Utah Beach.

## Storia
Impostata il 4 settembre 1940 nel Charleston Naval Shipyard di North Charleston, la nave fu varata il 28 luglio 1941 con il nome di Corry in onore di William M. Corry, Jr. (1889–1920) , ufficiale della United States Navy insignito della Medal of Honor; l'unità entrò poi in servizio il 18 dicembre 1941, giusto pochi giorni dopo l'attacco di Pearl Harbor e l'entrata degli Stati Uniti nella seconda guerra mondiale.
Assegnato alla United States Atlantic Fleet, il Corry condusse alcune operazioni al largo di Annapolis tra il 18 e il 21 maggio 1942, per poi scortare il transatlantico Queen Elizabeth nel porto di New York il 22 maggio seguente. Dopo una crociera di pattugliamento a Bermuda, tra il 31 maggio e il 23 giugno la nave pattugliò le acque di Terranova per poi ricongiungersi al suo gruppo a Newport il 1º luglio, operando in missioni di scorta lungo la costa orientale degli Stati Uniti e compiendo vari viaggi nei porti dei Caraibi fino al 19 ottobre, quando fu inviata di base a Bermuda; durante questo periodo soccorse i superstiti del mercantile SS Ruty, silurato e affondato da un sommergibile tedesco al largo di Trinidad.
Il Corry lasciò Bermuda il 25 ottobre 1942 alla volta di Casablanca, per partecipare agli sbarchi delle truppe statunitensi in Marocco durante i più ampi eventi dell'operazione Torch come scorta per la portaerei USS Ranger. Il cacciatorpediniere lasciò poi Casablanca il 16 novembre per rientrare prima a Norfolk e poi nei cantieri navali di Boston per lavori di manutenzione di routine; rientrato in servizio, il Corry continuò con le missioni di scorta al traffico navale nell'area dei Caraibi fino al 13 febbraio 1943 quando tornò nuovamente nelle acque del Nordafrica, rientrando in patria il 6 marzo seguente. Dopo altre operazioni nell'Atlantico occidentale, l'11 agosto il Corry salpò per il Regno Unito per ricongiungersi alla Home Fleet britannica, operando poi di scorta alla portaerei Ranger nelle acque della Norvegia durante l'operazione Leader, un'incursione aerea contro il porto di Bodø nell'ottobre 1943. Dopo due missioni di copertura ai "convogli artici" salpati dall'Islanda alla volta dell'Unione Sovietica, il Corry rientrò a Boston il 3 dicembre per salpare nuovamente il 24 dicembre per missioni di scorta tra New Orleans e Panama.

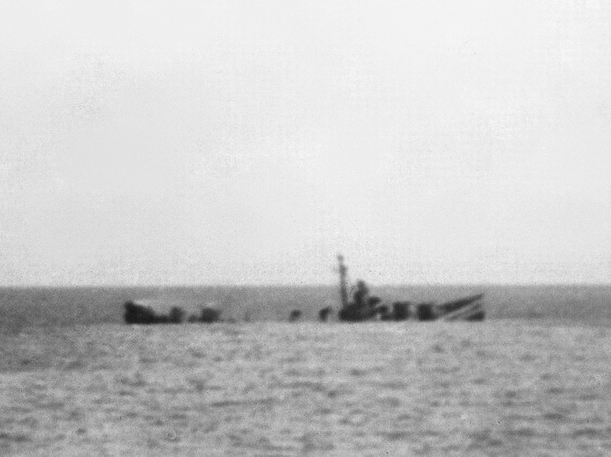
Il Corry in fase di affondamento il 6 giugno 1944 davanti Utah Beach

Il 16 febbraio 1944 il Corry si unì al Task Group 21.16 (TG 21.16) per svolgere missioni di caccia ai sommergibili tedeschi nell'Atlantico, arrivando a Casablanca l'8 marzo seguente. Il 17 marzo, insieme al cacciatorpediniere USS Bronstein, l'unità partecipò all'affondamento del sommergibile tedesco U-801: dopo un attacco con bombe di profondità il sommergibile fu costretto all'emersione e affondato a cannonate, con il Corry che recuperò i 47 superstiti dell'equipaggio. Due giorni dopo, il 19 marzo 1944, il Corry recuperò otto sopravvissuti del sommergibile U-1059, affondato a sud-ovest delle isole Capo Verde dagli aerei della portaerei USS Block Island. Il Corry rientrò poi a Boston il 30 marzo per lavori di routine e compiti di addestramento, per poi salpare nuovamente per il Regno Unito il 23 aprile 1944.
Assegnato all'operazione Overlord, il Corry scortò la flotta di invasione durante la traversata de La Manica il 6 giugno 1944; al largo delle coste della Normandia, il cacciatorpediniere prese posizione davanti alle Îles Saint-Marcouf per fornire supporto di fuoco ai reparti statunitensi sbarcati su Utah Beach, ingaggiando con i suoi cannoni vari obiettivi tedeschi. Al momento dell'inizio degli sbarchi intorno alle 06:30, l'aereo incaricato di coprire il cacciatorpediniere con una cortina fumogena fu abbattuto dal fuoco nemico lasciando il Corry in piena vista delle batterie di artiglieria costiera tedesche: nel tentativo di evadere il fuoco tedesco, il Corry riportò gravi danni nella sua sala macchine a mezzanave causati o dai colpi dell'artiglieria nemica o dall'urto con una mina, iniziando a procedere in circolo dopo che il suo timone si fu bloccato. Ancora sotto il pesante fuoco nemico, la nave iniziò ad affondare rapidamente nella posizione 49°30′N 1°11′W: lo scafo poggiò sul fondale profondo solo 9,1 metri, rimanendo con parte dell'alberatura ancora fuori dall'acqua. I superstiti del Corry dovettero trascorrere due ore in acqua sotto il fuoco nemico prima di poter essere soccorsi dai cacciatorpediniere Fitch, Hobson e Butler e dalla motosilurante PT-199; tra l'equipaggio vi furono 24 morti e 55 feriti.
Il Corry ricevette quattro Battle star per il suo servizio nella seconda guerra mondiale.

## Comandanti
Lista di comandanti dell'USS Corry e relativa data di assunzione del comando:
- Tenente comandante Eugene Carrol Burchett: 18 dicembre 1941;
- Comandante Lot Ensey: 2 dicembre 1942;
- Tenente comandante George Dewey Hoffman: 5 dicembre 1943;